# Ultime parole di Gesù

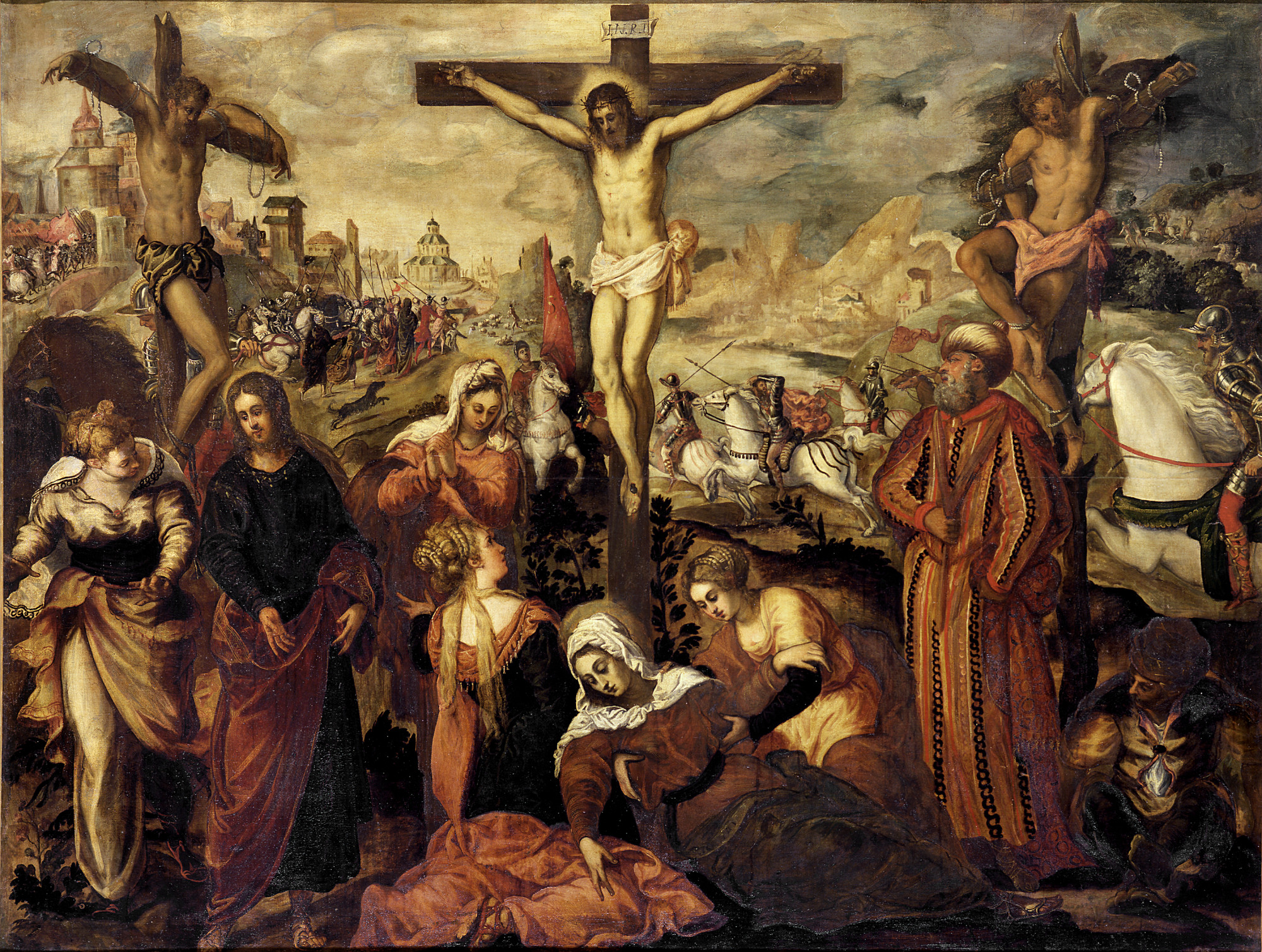
Tintoretto - Crocifissione
(Museo Civico di Padova)

Le ultime parole di Gesù sulla croce sono le frasi attribuite dai vangeli canonici a Gesù subito prima di morire. 
I vangeli canonici non concordano su tali frasi, riportando ogni evangelista la propria visione teologica. 
Il biblista e teologo John Dominic Crossan, tra i cofondatori del Jesus Seminar, ritiene queste essere, come altri episodi della passione, "profezie storicizzate piuttosto che storia ricordata" e anche il teologo Rudolf Bultmann ritiene questi passi "fortemente trasformati da elementi leggendari" e riportati dagli evangelisti in base alle proprie motivazioni teologiche.

## Riferimenti evangelici
Il Vangelo secondo Marco - così come quello di Matteo, che usò Marco come fonte principale - riporta che Gesù, prima di morire, disse: "«Dio mio, Dio mio, perché mi hai abbandonato?»" (Mc15,34 ; Mt27,46). 
Secondo invece il Vangelo di Luca, Gesù - appena prima di spirare - disse: "«Padre, nelle tue mani consegno il mio spirito». Detto questo spirò." (Lc23,46); Rudolf Bultmann nota, concordemente a Raymond Brown, che Luca - non considerando adeguato il lamento di Gesù riportato da Marco e poi Matteo ("«Dio mio, Dio mio, perché mi hai abbandonato?»") e basato sul salmo Sal21,2 - abbia dato una diversa versione ("«Padre, nelle tue mani consegno il mio spirito»") in base invece al salmo Sal30,6. 
Differentemente, il Vangelo di Giovanni riporta, in merito all'ultima frase detta da Gesù subito prima di spirare: "«Tutto è compiuto!». E, chinato il capo, spirò." (Gv19,30).
Raymond Brown sottolinea che "Marco/Matteo, Luca e Giovanni riportano tre differenti frasi come ultime parole di Gesù sulla croce [...] benché solo una di queste frasi possa essere l'ultima in assoluto" e siccome "le ultime parole pronunciate da Gesù appena prima di morire non sono le stesse in Marco/Matteo, in Luca e in Giovanni, funzionalmente abbiamo tre diversi tentativi per far sì che tali parole rappresentino la prospettiva finale sul ruolo di Gesù nel piano di Dio"; si confronti la seguente tabella sinottica:
| Eventi della Passione | Vangeli canonici                             | Vangeli canonici                             | Vangeli canonici                               | Vangeli canonici  |
| Eventi della Passione | Marco 15,34                                  | Matteo 27,46                                 | Luca 23,46                                     | Giovanni 19,30    |
| --------------------- | -------------------------------------------- | -------------------------------------------- | ---------------------------------------------- | ----------------- |
| Ultime parole         | Dio mio, Dio mio, perché mi hai abbandonato? | Dio mio, Dio mio, perché mi hai abbandonato? | Padre, nelle tue mani consegno il mio spirito. | Tutto è compiuto! |

Oltre a quelle citate, vi sono altre quattro frasi - non riportate come sue ultime parole - attribuite a Gesù sulla croce:
- "«Padre, perdonali, perché non sanno quello che fanno»" (Lc23,34[16]): riportato dal solo Luca, tale verso però "è omesso dai principali testimoni testuali" di tale vangelo, "alcuni dei quali molto antichi" e il teologo Raymond Brown[17] commenta che "è ironico che una delle frasi forse più belle in tutta la passione debba essere dubbia a livello documentale", mentre John Dominic Crossan[18] ritiene che tale verso non sia storico ma una creazione di Luca in base al proprio "background teologico".

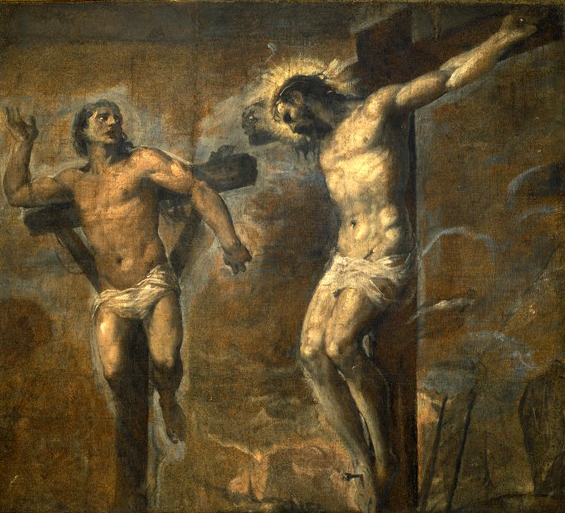
Gesù Cristo e il buon ladrone 1563 di Tiziano Vecellio.

- "«In verità ti dico, oggi sarai con me nel paradiso»" (Lc23,43[19]): verso anch'esso riportato dal solo Luca, si riferisce alla risposta data ad uno dei due ladroni, il quale - al contrario della versione data dai vangeli di Marco e Matteo, in cui entrambi i ladroni denigravano Gesù[Nota 3] - prova compassione per Gesù stesso.
- "Gesù allora, vedendo la madre e lì accanto a lei il discepolo che egli amava, disse alla madre: «Donna, ecco il tuo figlio!». Poi disse al discepolo: «Ecco la tua madre!»" (Gv19,26-27[20]): versi riportati invece dal solo Giovanni. In merito alla citata figura del "Discepolo che Gesù amava", secondo la tradizione cristiana questo sarebbe da identificarsi con l'apostolo Giovanni figlio di Zebedeo, che la tradizione stessa ritiene anche essere l'autore del Vangelo secondo Giovanni; attualmente, tali interpretazioni non sono, comunque, condivise e gli esegeti del "Nuovo Grande Commentario Biblico"[21] osservano che "l'autore di Gv21 chiaramente non identifica il discepolo prediletto, che sta all'origine della tradizione giovannea, con Giovanni figlio di Zebedeo. Gv21,2 parla de «i (figli) di Zebedeo», mentre 21,7.20 parla del discepolo prediletto. Altrove, il vangelo pare separare i Dodici dagli altri discepoli del Signore, nei quali sarebbe compreso il discepolo prediletto" e inoltre - in merito alla paternità del quarto vangelo attribuita a Giovanni apostolo - molti autorevoli studiosi, anche cristiani, sottolineano che "la maggior parte dei critici esclude questa eventualità"[Nota 4].
- "«Ho sete»" (Gv19,28[22]): verso anch'esso riportato dal solo Giovanni, si riferisce alla richiesta di Gesù di bere ed il passo è inserito "per adempiere la Scrittura".[23]

### Riferimenti
1. ↑  Raymond E. Brown, The Death of the Messiah Vol. 2, Anchor Yale Bible, 2010, pp. 971, 1044-1056, 1066-1079, 1083-1086, ISBN 978-0-300-14010-1.
2. ↑  John Dominic Crossan, Who killed Jesus?, HarperOne, 1995, pp. 157-159, ISBN 978-0-06-061480-5.
3. 1 2  Rudolf Bultmann, Storia dei vangeli sinottici, EDB, 2016, pp. 273-274, ISBN 978-88-10-55850-8.
4. ↑   Mc15,34 ; Mt27,46, su La Parola - La Sacra Bibbia in italiano in Internet.
5. ↑  Raymond E. Brown, The Death of the Messiah Vol. 2, Anchor Yale Bible, 2010, pp. 971, 1044-1056, ISBN 978-0-300-14010-1.
6. ↑   Lc23,46, su La Parola - La Sacra Bibbia in italiano in Internet.
7. ↑  Raymond E. Brown, The Death of the Messiah Vol. 2, Anchor Yale Bible, 2010, pp. 1083-1085, ISBN 978-0-300-14010-1.
8. ↑   Sal21,2, su La Parola - La Sacra Bibbia in italiano in Internet.
9. ↑   Sal30,6, su La Parola - La Sacra Bibbia in italiano in Internet.
10. ↑   Gv19,30, su La Parola - La Sacra Bibbia in italiano in Internet.
11. ↑  Raymond E. Brown, The Death of the Messiah Vol. 1, Anchor Yale Bible, 2010, p. 5, ISBN 978-0-300-14009-5; Raymond E. Brown, The Death of the Messiah Vol. 2, Anchor Yale Bible, 2010, pp. 971, 1085, ISBN 978-0-300-14010-1.
12. ↑   Mc 15,34, su La Parola - La Sacra Bibbia in italiano in Internet.
13. ↑   Mt 27,46, su La Parola - La Sacra Bibbia in italiano in Internet.
14. ↑   Lc 23,46, su La Parola - La Sacra Bibbia in italiano in Internet.
15. ↑   Gv 19,30, su La Parola - La Sacra Bibbia in italiano in Internet.
16. ↑   Lc23,34, su La Parola - La Sacra Bibbia in italiano in Internet.
17. ↑  Raymond E. Brown, The Death of the Messiah Vol. 2, Anchor Yale Bible, 2010, pp. 972-980 , ISBN 978-0-300-14010-1. (Cfr anche: John Dominic Crossan, Who killed Jesus?, HarperOne, 1995, p. 158, ISBN 978-0-06-061480-5.).
18. ↑  John Dominic Crossan, Who killed Jesus?, HarperOne, 1995, pp. 158-159, ISBN 978-0-06-061480-5.
19. ↑   Lc23,43, su La Parola - La Sacra Bibbia in italiano in Internet.
20. ↑   Gv19,26-27, su La Parola - La Sacra Bibbia in italiano in Internet.
21. ↑  Raymond E. Brown, Joseph A. Fitzmyer, Roland E. Murphy, Nuovo Grande Commentario Biblico, Queriniana, 2002, p. 1240, ISBN 88-399-0054-3. (Cfr anche: Bibbia di Gerusalemme, EDB, 2011, p. 2511, ISBN 978-88-10-82031-5.).
22. ↑   Gv19,28, su La Parola - La Sacra Bibbia in italiano in Internet.
23. ↑  Raymond E. Brown, The Death of the Messiah Vol. 2, Anchor Yale Bible, 2010, pp. 1069-1085, ISBN 978-0-300-14010-1.